# 司法書士
司法書士（しほうしょし）とは、専門的な法律の知識に基づき、登記、供託、訴訟その他の法律事務の専門家として、国民の権利を擁護し、自由かつ公正な社会の形成に寄与することを使命とする国家資格である。また、法務大臣から認定を受けて簡易裁判所における民事訴訟などにおいて当事者を代理する業務も行う。
職務上請求を行うことができる八士業の一つである。

## 概要
司法書士は、司法書士法の規定に基づき登記および供託の代理、裁判所や検察庁、法務局、公証役場に提出する書類の作成提出、財産管理業務、経営管理業務、その他の法律事務を業として行う。戦前は、裁判所（区裁判所など）が登記所としての職務も行っていたことから、登記を含む裁判書類作成提出業務がメインであった。しかし、戦後は法務局が、登記所と供託所としての機能を持つようになったため、登記手続の代理および裁判書類作成提出業務が主な業務となった。
司法制度改革に伴い2002年に誕生した「認定司法書士」は、上記の業務に加えて、簡易裁判所にて取り扱うことができる140万円までの民事訴訟、訴え提起前の和解、支払督促、証拠保全、民事保全、民事調停、少額訴訟債権執行、裁判外の和解、仲裁、筆界特定についても代理できる。司法書士は全国各地の登記所において業務を行うという特性から簡易裁判所の99.0%をカバーしており、地方でもアクセスしやすい専門家であることが期待されている。

## 歴史
- 1872年（明治5年） - 司法職務定制 : 代書人制度の誕生[16]
  - 初代司法卿江藤新平が推進した司法制度整備により太政官無号達で司法職務定制が定められる。『各区代書人ヲ置キ各人民ノ訴状ヲ調成シテ其詞訟ノ遺漏無カラシム』第10章の「証書人・代書人・代言人職制」の中に法制度を支える基本的な職能が定められた。証書人は現在の公証人、代書人は現在の司法書士、代言人は現在の弁護士である。
- 1886年（明治19年8月13日） - 法律第1号「登記法」（明治20年2月1日施行）が憲法・民法よりも早く制定される[17]。司法書士の中心業務となる不動産登記や商業登記の元となる法律である。
- 1890年（明治23年） - 大日本帝国憲法施行
- 1919年（大正8年） - 司法代書人法制定 : 司法職務定制での「代書人」が司法代書人として法定化され、既に行政代書を行っていた一般の代書人との違いを法的に追認した[注釈 4]。
- 1935年（昭和10年） - 旧司法書士法制定 : 「司法代書人」から「司法書士」に名称変更。
- 1947年（昭和22年） - 日本国憲法施行
- 1950年（昭和25年） - 新司法書士法制定 : 新憲法下で新たな司法書士法が成立[16]。官の全面的な監督権が廃止された。
- 1978年（昭和53年） - 司法書士制度の目的および司法書士の職責に関する規定を明確化。国家試験制度導入[16]。
- 2002年（平成14年） - 司法制度改革において、簡裁訴訟代理等関係業務規定・司法書士法人規定・財産管理業務等が創設される。
- 2020年（令和2年） - 使命規定創設。司法書士一名による司法書士法人が設立可能となった。また懲戒権者が法務局長から法務大臣に変更された[18]。

## 使命
2020年8月1日に司法書士法が改正され、司法書士法第1条に「司法書士は、この法律の定めるところによりその業務とする登記、供託、訴訟その他の法律事務の専門家として、国民の権利を擁護し、もつて自由かつ公正な社会の形成に寄与することを使命とする。」と使命規定が制定された。

## 資格・登録

### 司法書士となる資格
- 司法書士試験に合格した者[19]。
- 裁判所事務官、裁判所書記官、法務事務官もしくは検察事務官としてその職務に従事した期間が通算して十年以上になる者またはこれと同等以上の法律に関する知識および実務の経験を有する者であって、法務大臣が司法書士の業務を行うのに必要な知識および能力を有すると認めたもの[20]。

それぞれのルートの資格取得の詳細は後述する。

### 欠格事由
次のいずれかに該当する者は、上記にかかわらず、司法書士となる資格を有しない。
- 禁錮以上の刑に処せられ、その執行を終わり、または執行を受けることがなくなってから3年を経過しない者
- 未成年者
- 破産手続開始の決定を受けて復権を得ない者
- 公務員であって懲戒免職の処分を受け、その処分の日から3年を経過しない者
- 第47条の規定により業務の禁止の処分を受け、その処分の日から3年を経過しない者
- 懲戒処分により、公認会計士の登録を抹消され、または土地家屋調査士、弁理士、税理士もしくは行政書士の業務を禁止され、これらの処分の日から3年を経過しない者

成年被後見人または被保佐人を欠格条項とする規定については、2019年6月14日に公布された「成年被後見人等の権利の制限に係る措置の適正化等を図るための関係法律の整備に関する法律」によって削除され、心身の故障等の状況を個別的、実質的に審査し、必要な能力の有無を判断することとなった。

### 登録
司法書士となる資格を有する者が司法書士となるには、日本司法書士会連合会の司法書士名簿に登録を受けなければならない。2020年4月1日時点の登録者数は22,724名（うち女性4,067名。簡裁訴訟代理等関係業務認定司法書士数17,475名。）、2020年6月1時点の設立司法書士法人数は750法人である。

### 認定司法書士制度
法務大臣の認定を受けた司法書士が、簡易裁判所管轄の民事事件等一定の事件を弁護士と同様に務めることができる制度であり、当該認定を受けた司法書士は通称「認定司法書士」と呼び習わされている。
なお、法務大臣の認定を受けるためには下記の条件を満たさなければならない。
- 日本司法書士会連合会が実施する研修であって法務大臣が指定するものの課程（特別研修）を修了すること[25][26][注釈 7]。
- この研修を修了した者の申請に基づき法務大臣により簡裁訴訟代理等関係業務を行うのに必要な能力を有するとの認定を受けること[27]。

### 監督
司法書士や司法書士法人に対する懲戒は、法務大臣が行う。

## 業務
司法書士の業務内容は、以下の通りである。

### 本来的業務
- 登記または供託に関する手続についての代理[30][注釈 8][注釈 9]

例えば、不動産登記、商業登記、法人登記、船舶登記、債権譲渡登記、動産譲渡登記など。
- 法務局または地方法務局に提出し、または提供する書類の作成[31]

例えば、登記・供託手続や確定日付付与等の法務局手続に関する各申請書およびこれらに添付・提供が予定されて作成される書類（売買契約書、各種議事録、定款等）や不動産登記規則に基づく法定相続証明情報の申出手続代理および書類作成、自筆証書遺言書保管制度での各種申請書 、帰化申請手続書類、人権救済手続の申出関係書類、実質的支配者情報一覧の保管等の申出代理及び書類作成、相続土地国庫帰属承認申請書類、登記事項証明書の交付請求手続請求書など。
- 法務局または地方法務局の長に対する登記または供託に関する審査請求の手続の代理[36]
- 裁判所もしくは検察庁に提出する書類または筆界特定の手続において法務局もしくは地方法務局に提出しもしくは提供する書類の作成[37]

例えば、訴状、答弁書、各種審判申立書等の申立書類からこれらに添付を予定して作成される書類またはこれらの官庁に提出を予定して作成する各種書類など。
また、法務局、裁判所以外の機関でもこれらに準じる機関（例えば検察審査会やADR機関など）への提出する書類の作成も業務範囲に含まれる。
- 上記に関する事務に関し相談に応ずること[39]
- 作成された書類の法務局・裁判所等関係各所への提出代行[注釈 12]

これらの業務は資格者以外は原則的に行うことができない独占業務である。

### 附帯業務
附帯業務は法令等に基づきすべての司法書士が行うことができるものと考えられている。また附帯業務の解釈について他の法律で規制されないものである限り，司法書士の専門性や経験等に照らして司法書士が担うのにふさわしい業務であれば幅広く附帯業務とすることを認めるべきであるし，そのような観点から法務省令の規定も解釈されるべきであるとされている。
- 当事者その他関係人の依頼または官公署の委嘱により、管財人、管理人その他これらに類する地位に就き、他人の事業の経営、他人の財産の管理もしくは処分を行う業務またはこれらの業務を行う者を代理し、もしくは補助する業務[41]
- 当事者その他関係人の依頼または官公署の委嘱により、後見人、保佐人、補助人、監督委員その他これらに類する地位に就き、他人の法律行為について、代理、同意もしくは取消しを行う業務またはこれらの業務を行う者を監督する業務[42]
- 司法書士または司法書士法人の業務に関連する講演会の開催、出版物の刊行その他の教育および普及の業務[43]
- 競争の導入による公共サービスの改革に関する法律 （平成十八年法律第五十一号）第三十三条の二第一項 に規定する特定業務[44]
- 通常の司法書士業務に附帯し、または密接に関連する業務[45]

いわゆる成年後見人、相続財産清算人、不在者財産管理人、遺言執行者等の財産管理業務や公正証書遺言の証人立会、公正証書の嘱託代理などの業務の根拠規定である。

### 認定業務（簡裁訴訟代理等関係業務）
認定司法書士は次の業務を行うことができる。ただし、原則として訴訟物の価額が140万円を超えないものに限る。
- 簡易裁判所における民事訴訟手続の代理
- 訴え提起前の和解（即決和解）手続の代理
- 支払督促手続の代理
- 証拠保全手続の代理
- 民事保全手続の代理
- 民事調停手続の代理
- 少額訴訟債権執行手続の代理
- 裁判外の和解について代理する業務
- ADR（裁判外紛争解決手続）の代理
- 仲裁手続の代理
- 民事紛争の相談
- 筆界特定手続について代理をする業務（本業務のみ対象土地の評価額の合計5600万円以内まで取り扱える）

### 付随業務
司法書士は上記本来業務、附帯業務、認定業務に付随する業務を行うことができる。

### 他の法令等で示されている業務例
以上に挙げたほか、法令、通達、裁判例等で業務範囲であると示されている具体的な例は下記の通りである。
- 不動産登記法に基づく本人確認情報提供業務[51]
- 不動産売買等における立会い業務[注釈 15]
- 登記申請の前提となる実体関係の存否を調査確認するために必要な業務[注釈 16]
- 報告式登記原因証明情報への登記原因等の確認についての奥書証明[52][注釈 17]
- 民事執行法第82条第2項による登記嘱託書交付手続[53]
- 民間紛争解決手続（ADR手続）の手続実施者となること[54]
- 国または地方公共団体から依頼を受けて行う相続人調査業務[注釈 18]
- 仲裁法に基づく仲裁人業務[55]
- 検察審査会に提出する書類（審査申立書、取下書、証人申出書等）の作成[38]
- 警察署へ提出する告訴状・告発状の作成[56]
- 登記・裁判所手続等司法書士法に定める業務に付随する必要な範囲内での官公署提出書類（租税、公課等の証明願、戸籍および住民票の謄抄本交付請求書等）作成[57]
- 公証人に対して行う公正証書作成の嘱託代理業務[58][注釈 19]
- 公証人に対して行う確定日付付与手続代理[注釈 20]
- 公正証書遺言作成における証人立会業務[45][注釈 21]
- 宗教法人が登録免許税の免除を受けるために行う基づく手続（いわゆる境内地証明手続）[59]
- ADR機関への申立書作成[注釈 22]
- 不動産登記法第70条第3項に定めるいわゆる休眠担保権の抹消手続における抵当権者の所在不明調査業務[注釈 23]。
- 不動産登記法第70条第3項に定めるいわゆる休眠担保権の抹消手続において、債務者に送る受領催告書につき代理人となること[60]。
- 司法書士法に定める業務が予定されている場合における相続人調査・確定業務[39][62]
- 法律相談に付随する本人名義の簡易法律文書作成（例えば時効援用通知など）[63][注釈 24]
- 140万円以内での自賠責保険請求代理や後遺障害の被害者請求代理業務およびこれら法律事務を取り扱う過程で作成される書類作成[64][注釈 25]
- 表示に関する登記のうち下記登記申請手続（ただし、3ないし6の登記については土地家屋調査士の作成する所要の図面を添付する場合に限る）[65]
  1. 所有者表示の変更または更正の登記
  2. 共有持分の更正の登記
  3. 裁判の謄本を添付してする登記
  4. 債権者代位によってする登記
  5. 相続人がする土地または家屋の分割または合併の登記
  6. 旧不動産登記法第83条第3項（同法第93条の2第2項において準用する場合も含む）の書面を添付してする土地・建物の分割の登記
  7. 農業委員会の現況証明書を添付してする農地法第5条の許可に係る地目変更の登記
- 当事者の嘱託を受けて、不動産登記法第49条第1項後段の規定による登記（合体後の建物についての建物の表題登記および合体前の建物についての建物の表題部の登記の抹消）に係る部分をすること（土地家屋調査士とともにする場合に限る）[66]
- 農業委員会に対する現況証明（非農地証明）願の申請[67][注釈 26]

### 非司法書士の取り締まり
- 司法書士会に入会している司法書士または司法書士法人でない者（公共嘱託登記司法書士協会を除く）が、司法書士の業務を行ったり、司法書士または司法書士法人の名称またはこれと紛らわしい名称を用いたりした場合、1年以下の懲役または100万円以下の罰金に処せられる[68] [注釈 27]。
- 司法書士法に定められている業務は弁護士法の一般の法律事務にも当てはまる[注釈 28]ことから、司法書士法違反事実をもって弁護士法違反にも問われることもある[69]。
- 司法書士法第73条は他の法律に別段の定めがある場合を例外としているが、その「他の法律」とは弁護士法、土地家屋調査士法に限られ、行政書士法は含まない[70]。
- 司法書士法の解釈上正当な業務に付随する場合には司法書士法第73条違反にならない場合があるとされている[71]。ただ司法書士法第73条違反にならない付随行為については司法書士に登記業務等が集中されている歴史的経緯から例外的かつ限定的に解釈されるとされている。[注釈 29]
- 現在、付随行為として司法書士法第73条違反にならない場合として先例で認められているのは、公認会計士または会計士補が受任している業務に付随する場合に会社設立登記の登記申請書類の作成および登記申請代理[注釈 30]を行う場合[72]、行政書士が行政書士の法定業務を行うのに付随して登記簿謄本や印鑑証明書の取得をする場合[73]、自筆証書遺言保管制度に基づき法務局へ提出される書類のうち遺言書情報証明書の交付請求書または遺言書保管事実証明書の交付請求書の作成[注釈 31]の3点である。
- 司法書士法の解釈上正当な業務に付随する場合には司法書士法第73条違反にならない場合があるとされているが、行政書士は本来業務としてはもとより正当な業務に付随しても司法書士業務を行うことができないと最高裁判例により解釈が確定してる[74]。
- 海事代理士に関しては制度制定以前の前身職能であった海事代願人が上記付随行為として船舶登記について行うことが認められていた[75]。事後海事代理士法制定により法律上付随行為として行い得ることを追認された経緯から、司法書士法第73条の「他の法律」に海事代理士法を含まないとの解釈となっている[注釈 32]。このため船舶登記に関しては司法書士と海事代理士の共管業務となっている。
- 認定業務は司法書士法上罰則規定はないが、この業務は弁護士法の法令の別段の定めにあたるため無資格者が行った場合には弁護士法違反となる[76]。
- 非司法書士による書類作成業務（法務局または地方法務局に提出し提供する書類の作成、裁判所もしくは検察庁に提出する書類作成）も取締の対象になっている[77]が、司法書士法第3条8項以外に制限を付されていないことから法令上の要請により一定の要件が満たされている書類に限らず提出・提供される書類であればすべて含まれる。また作成時期に関する時間的な制約も付されていないことから、将来法務局、地方法務局、裁判所、検察庁に提出されることが予定されて作成される場合も取締の対象となる[78]。
- 書類の作成業務（法務局または地方法務局に提出し提供する書類の作成、裁判所もしくは検察庁に提出する書類作成）には申請書、申立書等のほか添付書類の作成も含まれているが、申請書等の法律文書の添付書類も法律文書と一体をなすものであるから添付書類だけを独立した書類として分離して判断はされない[79]。

### 業務制限
- 司法書士は、通常の司法書士業務とされている業務であっても、その業務を行うことが他の法律において制限されているものについては、これを行うことができない[80]。
- 法第3条8項は法3条1項の業務を縮減する性質を有しているため、業務範囲を超える場合は弁護士法第72条違反の問題となるとされている[81][82]。

## 組織

### 日本司法書士会連合会
日本司法書士会連合会は法務局または地方法務局の管轄区域ごとに設立された司法書士会の上部組織である。

### 司法書士会（単位会）
司法書士は、その事務所の所在地を管轄する法務局または地方法務局の管轄区域ごとに、会則を定めて、一箇の司法書士会を設立しなければならない。司法書士会は、会員の品位を保持し、その業務の改善進歩を図るため、会員の指導および連絡に関する事務を行うことを目的とする。
- 司法書士会の会則を定め、またはこれを変更するには、法務大臣の認可を受けなければならない（司法書士法第54条）。
- 司法書士会は、所属の会員が、この法律またはこの法律に基づく命令に違反すると思料するときは、その旨を、その司法書士会の事務所の所在地を管轄する法務局または地方法務局の長に報告しなければならない（司法書士法第60条）。
- 法務局または地方法務局の長は、必要があると認めるときは、法または法に基づく命令の規定に違反する事実の有無について、法務局または地方法務局の保有する登記申請書その他の関係資料の調査（司法書士法等違反に関する調査）を、その管轄区域内に設立された司法書士会に委嘱することができる（司法書士法施行規則第41条の2）。

### 公共嘱託登記司法書士協会
公共嘱託登記司法書士協会は司法書士権能を法人に付与し、公共事業実施に伴い大量に発生する官公署の嘱託登記を適正・迅速に処理するため司法書士法68条に規定された社団法人である。嘱託登記の大きな特徴は、一般の登記申請手続は当事者の共同申請によるのが原則であるが、嘱託登記の手続は、官公署が権利者または義務者であっても官公署からの一方的な嘱託によってなされる点にある。社員は司法書士・司法書士法人である。

### その他司法書士関連団体
上記組織の他、全国的に下記の司法書士関連団体（任意）が活動している。
- 日本司法書士政治連盟
- 全国青年司法書士協議会
- 公益社団法人成年後見センター・リーガルサポート
- 全国公共嘱託登記司法書士協会協議会
- 司法書士国民年金基金
- 全国司法書士女性会
- 一般社団法人商業登記倶楽部
- 特定非営利活動法人渉外司法書士協会
- 一般社団法人民事信託推進センター
- 一般社団法人日本財産管理協会
- 一般社団法人全国司法書士法人連絡協議会
- 日本組織内司法書士協会

## 資格

### 試験
司法書士になるための第一のルートは、法務省が実施する司法書士試験に合格することである。司法書士試験は、年齢・性別・国籍を一切問わずに選抜する試験となっている。まず筆記試験が実施され、次に筆記試験に合格した者を対象にした口述試験が実施される。
筆記試験は例年、7月の第1週（または第2週）の日曜日に全国15箇所の法務局管轄の受験地で行われている。
午前の部は、多肢択一式35問を2時間で解答する。試験内容は、憲法・民法・刑法・商法（会社法その他の商法分野の法令を含む）の4科目から出題される。
午後の部は、多肢択一式35問と記述式2問を3時間で解答する。科目は、択一では民事訴訟法・民事保全法・民事執行法・司法書士法・供託法・不動産登記法・商業登記法の7科目から出題され、記述式では不動産登記法・商業登記法から出題される。
これら11科目が試験科目であり、民法・不動産登記法・商法・商業登記法はまとめて主要四科目と呼ばれ、出題数の大半を占めている。
なお、筆記試験において午前の部多肢択一式・午後の部多肢択一式・記述式それぞれにおいて、一定の点数に達しない場合にはそれだけで不合格となる仕組みとなっている。
口述試験は、毎年10月中旬頃に実施される。試験科目は、筆記試験と同一の範囲からの出題となっている（ただし、例年受験者のほぼ全員が合格する試験であり、いわば形式的なものである。）。万が一口述試験を落ちた場合であっても、筆記試験に合格した者に対しては申請により、次回の司法書士試験の筆記試験が免除される（司法書士法第6条第3項）。
筆記試験の合格発表は例年10月上旬、受験地を管轄する法務局または地方法務局において、その受験地で受験して合格した者の受験番号を掲示する。また、法務省ホームページにも同様に掲載される。
最終合格の発表は、例年11月上旬に受験地を管轄する法務局または地方法務局において、その受験地で受験して合格した者の受験番号および氏名を掲示する。また法務省ホームページにも掲示されるが、こちらは受験番号のみである。最終合格者は、前記の発表後、若干期間をおいて受験番号および氏名が官報に掲載される。
| 年度       | 出願者（人） | 受験者（人） | 合格者（人） | 合格率 |
| ---------- | ------------ | ------------ | ------------ | ------ |
| 平成元年度 | 18,234       | －           | 406          | 2.2%   |
| 平成2年度  | 18,533       | －           | 408          | 2.2%   |
| 平成3年度  | 18,599       | －           | 408          | 2.2%   |
| 平成4年度  | 18,339       | －           | 403          | 2.2%   |
| 平成5年度  | 18,044       | －           | 405          | 2.2%   |
| 平成6年度  | 18,266       | －           | 440          | 2.2%   |
| 平成7年度  | 17,682       | －           | 479          | 2.7%   |
| 平成8年度  | 19,090       | －           | 504          | 2.6%   |
| 平成9年度  | 21,158       | －           | 539          | 2.5%   |
| 平成10年度 | 21,475       | －           | 567          | 2.6%   |
| 平成11年度 | 21,839       | －           | 577          | 2.6%   |
| 平成12年度 | 22,715       | －           | 615          | 2.7%   |
| 平成13年度 | 23,190       | －           | 623          | 2.7%   |
| 平成14年度 | 25,416       | －           | 701          | 2.8%   |
| 平成15年度 | 28,454       | －           | 790          | 2.8%   |
| 平成16年度 | 29,958       | －           | 865          | 2.9%   |
| 平成17年度 | 31,061       | －           | 883          | 2.8%   |
| 平成18年度 | 31,878       | 26,278       | 914          | 3.5%   |
| 平成19年度 | 32,469       | 26,860       | 919          | 3.4%   |
| 平成20年度 | 33,007       | 27,102       | 931          | 3.4%   |
| 平成21年度 | 32,558       | 26,774       | 921          | 3.4%   |
| 平成22年度 | 33,166       | 26,958       | 948          | 3.5%   |
| 平成23年度 | 31,228       | 25,696       | 879          | 3.4%   |
| 平成24年度 | 29,379       | 24,048       | 838          | 3.5%   |
| 平成25年度 | 27,400       | 22,494       | 796          | 3.5%   |
| 平成26年度 | 24,538       | 20,130       | 759          | 3.8%   |
| 平成27年度 | 21,754       | 17,920       | 707          | 3.9%   |
| 平成28年度 | 20,360       | 16,725       | 660          | 3.9%   |
| 平成29年度 | 18,831       | 15,440       | 629          | 4.1%   |
| 平成30年度 | 17,668       | 14,387       | 621          | 4.3％  |
| 令和元年度 | 16,811       | 13,683       | 601          | 4.4％  |
| 令和2年度  | 14,431       | 11,494       | 595          | 5.2％  |
| 令和3年度  | 14,988       | 11,925       | 613          | 5.1％  |
| 令和4年度  | 15,693       | 12,727       | 660          | 5.2％  |
| 令和5年度  | 16,133       | 13,372       | 695          | 5.2%   |
| 令和6年度  | 16,837       | 13,960       | 737          | 5.3%   |
| 令和7年度  | 17,365       |              |              |        |

### 職務従事経験者
司法書士になるための第二のルートは、一定の職にあった者の中から法務大臣による考査を経て司法書士資格を得ることである。法務大臣の「司法書士の資格認定に関する訓令」第1条に「次に掲げる者は、法務大臣に対し、資格認定を求めることができる」とあり、 (1) 裁判所事務官、裁判所書記官、法務事務官または検察事務官として登記、供託もしくは訴訟の事務またはこれらの事務に準ずる法律的事務に従事した者であって、これらの事務に関し自己の責任において判断する地位に通算して10年以上あった者・(2) 簡易裁判所判事または副検事としてその職務に従事した期間が通算して5年以上の者、が規定されている。その者が資格認定を求めた場合の判定は、口述および必要に応じ筆記の方法によって行うと規定されている。

### 資格取得後
筆記および口述試験合格後・または法務大臣の認可を受けた後に、事務所所在地を管轄する司法書士会（北海道には4つの司法書士会があり、全部で50の単位会がある）へ入会して日本司法書士会連合会が行う司法書士名簿への登録を受けることにより、司法書士としての業務を行うことができるようになる。また、司法書士法人を設立することもできる。
なお、法律上資格取得後直ちに入会・登録ができる制度になってはいるが、多くの試験合格者は業界団体の主催する研修を受け、先輩の事務所に入所し数年間の訓練を受けた上で登録・開業するのが一般的である。

## 簡裁訴訟代理等能力認定考査
法務大臣が簡裁訴訟代理等関係業務を行うのに必要な能力を有すると認定するために能力認定考査が実施される。例年6月の第1日曜日に実施され、合格発表は9月1日前後に行われる。
| 年度                 | 受験者（人） | 合格者（人） | 合格率 |
| -------------------- | ------------ | ------------ | ------ |
| 平成15年度           | 3,788        | 2,989        | 78.9%  |
| 平成16年度（１回目） | 4,403        | 3,413        | 77.5%  |
| 平成16年度（２回目） | 3,439        | 2,342        | 68.1%  |
| 平成17年度           | 1,640        | 966          | 58.9%  |
| 平成18年度           | 1,565        | 969          | 65.9%  |
| 平成19年度           | 1,609        | 1,148        | 71.3%  |
| 平成20年度           | 1,445        | 935          | 64.7%  |
| 平成21年度           | 1,493        | 895          | 59.9%  |
| 平成22年度           | 1,531        | 1,053        | 68.8%  |
| 平成23年度           | 1,391        | 917          | 65.9%  |
| 平成24年度           | 1,259        | 829          | 65.8%  |
| 平成25年度           | 1,196        | 830          | 69.4%  |
| 平成26年度           | 1,062        | 741          | 69.8%  |
| 平成27年度           | 987          | 649          | 65.8%  |
| 平成28年度           | 940          | 556          | 59.1%  |
| 平成29年度           | 915          | 526          | 57.5%  |
| 平成30年度           | 874          | 377          | 43.1%  |
| 令和元年度           | 936          | 746          | 79.7%  |
| 令和2年度            | 625          | 494          | 79.0%  |
| 令和3年度            | 591          | 417          | 70.6%  |
| 令和4年度            | 643          | 420          | 65.3%  |
| 令和5年度            | 728          | 562          | 77.2%  |
| 令和6年度            | 706          | 438          | 62.0%  |

## その他
- 貸金業法の規制を受ける貸金業者等は、司法書士（認定・非認定問わず、司法書士法人も含む。）から受任通知（債務の処理の委託を受けた旨の通知）を受け取った場合は、取り立て方法に一定の制限を受ける[84]。
- 公証人法第13条ノ2に規定する公証人（特任公証人）の公募選考資格の一つに司法書士としての実務の経験年数が通算して15年以上の者が規定されている[85]。
- 執行官採用選考試験の受験資格の一つとして司法書士が挙げられている[86]。
- 予備自衛官（法務職）の任用資格になっている[87]。
- 司法書士は裁判員に就職することができない[88]。
- 司法書士は検察審査会の検察審査員に就職することができない[89]。
- 司法書士は弁理士試験において一部科目の免除がされる[90][91]。
- 司法書士試験合格者には社会保険労務士試験の受験資格が付与される[92][93]。
- 司法書士で10年以上の実務経験がある者は国会議員政策担当秘書の選考採用審査認定（一般試験ではなく特別の採用審査）を受けることができる者とされている[94]。

## 徽章
司法書士の徽章（バッジ）は、「五三桐花」。直径13 mm、厚さ約3 mmで、裏に通しのナンバリングが施されている。司法書士徽章は、司法書士会に入会後貸与され（貸与料は返還まで6,500円）、退会届提出時、あるいは業務停止の処分を受けたときは速やかに司法書士会に返還しなければならない。